# Toto Rodríguez
Toto Rodríguez (Buenos Aires, 4 de enero de 1919 – 10 de septiembre de 2004) fue un bandoneonista argentino de tango.
En 1937 fue cofundador de la Orquesta Típica (de Aníbal Troilo).

## Biografía
Nació con el nombre de Juan Miguel Rodríguez en el barrio de Almagro (ciudad de Buenos Aires), el 4 de enero de 1919. Su padre era Faustino Rodríguez, y sabía tocar el acordeón.Un personaje de su barrio, a quien llamaban El Lecherito Porteño, le regaló su primer bandoneón, de 65 voces. Ocurre que el Lecherito había intentado aprender a tocarlo, pero no pudo, y decidió obsequiárselo a Toto, que siendo un niño comenzó a estudiar, con Vicente Romeo primero y luego con Antonio Sureda. A los ocho años, Toto ya tocaba dos tangos: Pato y Mano a mano. 
Integró la primera orquesta de Aníbal Pichuco Troilo, a partir del histórico debut del 1 de julio de 1937 en la boite Marabú. En 1938, Troilo contrató al jovencísimo bandoneonista Astor Piazzolla para reemplazar temporalmente a Rodríguez, que había caído enfermo de gripe.Cuando Rodríguez se reincorporó a la orquesta, Troilo decidió mantener también a Piazzolla, como un cuarto bandoneón.
Rodríguez permaneció diez años más con Pichuco, hasta 1948. Ese año se desvinculó y pasó a dirigir la orquesta de Alberto Marino, en el Marabú, La Armonía, y radio Belgrano. Pasó luego por las orquestas de Enrique Alessio, Alfredo Attadia, Julio De Caro, Horacio Salgán y Ángel D’Agostino. Entre 1951 y 1958 tocó con la orquesta de Alfredo De Ángelis. Integró también las orquestas acompañantes para grabaciones de discos de Edmundo Rivero, Ranko Fujisawa y Libertad Lamarque. En 1961, formó el trío Los Tres de Buenos Aires, junto a Osvaldo Tarantino y Héctor Rea (más tarde reemplazado por Ernesto Báez en guitarra). Encabezó luego otro trío, con su propio nombre, y en junio de 1972 el cuarteto evocativo Los Guapos del Novecientos, con actuación en la película Un guapo del 900 y en presentaciones en local de tango El Viejo Almacén.
En su casa en la esquina de la calle Gamarra 397 (esquina Jorge Miles) —en la ciudad de Luis Guillón, en el suroeste del Gran Buenos Aires, a unos 35 km del centro de la ciudad— donde vivió durante 25 años, hay fotos de Rodríguez en distintas orquestas, imágenes de Carlos Gardel, junto a una pintura de aborígenes australianos.Mientras posa para las fotos, hace sonar el bandoneón junto a la ventana. Sin darse cuenta, el catarro que lo tiene a mal traer, desaparece. Su esposa, Diana Ezeiza de Rodríguez (hija póstuma del payador Gabino Ezeiza y bisnieta del caudillo riojano Ángel Vicente Chacho Peñaloza), lo vigila de cerca: «Qué lindo suena, ¿no?», pregunta. Don Toto cierra los ojos y deja que hable el bandoneón.
El lunes 5 de julio de 2004, en el marco de las celebraciones organizadas en Buenos Aires para conmemorar el noventa aniversario del nacimiento de Pichuco Troilo, Rodríguez participó —como el último integrante vivo de la primera orquesta de Aníbal Troilo— y contó anécdotas de aquellas épocas. El 12 de julio de 2004 se lo vio en público por última vez, en el homenaje realizado a Aníbal Troilo en el Teatro Colón, protagonizado por la Orquesta del Tango de la Ciudad de Buenos Aires, en el que Rodríguez recibió un diploma de la Secretaría de Cultura del Gobierno de la Ciudad. Se había retirado de la actividad hacía varios años por problemas de salud.
Don Toto Rodríguez falleció el 10 de septiembre de 2004.

### Obras
También fue compositor. Su primer tango fue El expresivo, en 1939. Luego dio a conocer muchos más:
- Pichín bar
- Calles dormidas
- A mí tocame un tango
- Al negro Mora
- Con cuatro copas encima, con letra de Enrique Dizeo (26 de julio de 1893 – 6 de mayo de 1980), grabadas para la radio por Alfredo De Ángelis y su cantante Carlos Dante.[7]
- De mayor a menor
- Humo azul
- la suite Niebla, ciudad y bodegón
- Para tres
- Punzante
- ¿Sabe, don?
- ¿Verdad que no? y varias obras más.